# مايك دان (لاعب سنوكر)
مايك دان (بالإنجليزية: Mike Dunn)‏ هو لاعب سنوكر بريطاني، ولد في 20 نوفمبر 1971 في ميدلزبرة في المملكة المتحدة.

## روابط خارجية
- مايك دان على موقع CueTracker.net (الإنجليزية)
- مايك دان على موقع بطولة العالم للسنوكر (الإنجليزية)